# Вараксинское (сельское поселение, Удмуртия)
Вараксинское — упразднённое муниципальное образование со статусом сельского поселения в составе Завьяловского района Удмуртии.
Административный центр — село Вараксино.
Образовано в 2005 году в результате реформы местного самоуправления.
25 июня 2021 года упразднено в связи с преобразованием муниципального района в муниципальный округ.

## Географические данные
Находится в центральной части района, граничит:
- на западе с Шабердинским сельским поселением
- на севере, востоке и юге с территорией, подчинённой мэрии Ижевска

По территории поселения протекает река Малиновка.

## История
Вараксинский сельсовет был образован указом Президиума ВС УАССР от 7 февраля 1991 года. В 1994 он преобразуется в Вараксинскую сельскую администрацию, а в 2005 в Муниципальное образование «Вараксинское» (сельское поселение).

## Население
| 2010  | 2012  | 2013  | 2014  | 2015  | 2016  | 2017  |
| ----- | ----- | ----- | ----- | ----- | ----- | ----- |
| 2939  | ↘2913 | ↘2907 | ↘2866 | ↘2852 | ↗2882 | ↘2865 |
| 2018  | 2019  | 2020  |       |       |       |       |
| ↘2827 | ↘2811 | ↗2830 |       |       |       |       |

## Населенные пункты
| Название  | Тип населённого пункта       | Население 2012 год | Почтовый индекс | ОКАТО          |
| --------- | ---------------------------- | ------------------ | --------------- | -------------- |
| Вараксино | Село, административный центр | ↘2589              | 427027          | 94 216 807 001 |
| Истомино  | Деревня                      | ↘161               | 427027          | 94 216 807 002 |
| Малиново  | Деревня                      | ↘163               | 427027          | 94 216 807 003 |

На территории сельского поселения находятся садоводческие некоммерческие товарищества: Заречный, Ижсталь-1, Ижсталь-2, Малиновка (ПО Ижмаш) и гск Истомино.

## Транспорт
Вдоль села проходит автодорога Ижевск — Азино. Ближайшая остановка «Садоогороды» автобусов № 21, 302, 362,

## Экономика
Большая часть жителей муниципального образования вовлечена в экономику Ижевска в форме маятниковой миграции.
Основное предприятие муниципального образования ГУП Птицефабрика «Вараксино»

## Объекты социальной сферы
- МОУ Вараксинская основная общеобразовательная школа
- Детский сад
- Вараксинская сельская библиотека МУ «Культурный комплекс „Вараксинский“»
- Учреждение здравоохранения
- Фельдшерско-акушерский пункт